# Bayésianisme quantique

Chaque point de la boule de Bloch est un état quantique possible pour un qubit. Dans le QBisme, tous les états quantiques sont des représentations de probabilités personnelles.

En physique et en philosophie de la physique, le bayésianisme quantique est un ensemble d'approches relatives à l'interprétation de la mécanique quantique, dont la plus importante est le QBisme (prononcer « cubisme »).
Le QBisme est une interprétation qui considère les actions et expériences d'un agent comme les préoccupations centrales de la théorie. Il traite les questions courantes de cette dernière comme la nature de la superposition des fonctions d'onde, la mesure quantique et l'intrication,.
Selon le QBisme, de nombreux aspects du formalisme quantique, mais pas tous, sont de nature subjective. Un état quantique, par exemple, n'est pas un élément de la réalité, mais représente plutôt les degrés de croyance qu'a un agent sur les résultats possibles des mesures. Pour cette raison, certains philosophes des sciences considèrent le QBisme comme une forme d'antiréalisme,. Les auteurs de l'interprétation ne sont pas d'accord avec cette caractérisation, proposant plutôt que la théorie prenne place dans une sorte de réalisme qu'ils appellent « réalisme participatif », dans lequel la réalité dépasse ce qui peut être capturé par un récit putatif à la troisième personne,.
Cette interprétation se distingue par son usage d'une acception bayésienne subjective des probabilités, pour reprendre la règle de Born de la mécanique quantique en tant qu'ajout normatif à la prise de décision correcte.
Enraciné dans les travaux antérieurs de Carlton Caves, Christopher Fuchs et Rüdiger Schack au début des années 2000, le QBisme lui-même est principalement associé à Fuchs et Schack et a été adopté plus récemment par David Mermin. Il s'inspire des domaines de l'information quantique et de la probabilité bayésienne et vise à éliminer les énigmes d'interprétation qui ont assailli la théorie quantique. L'interprétation QBiste est historiquement dérivée des points de vue des différents physiciens souvent regroupés sous le nom d' « interprétation de Copenhague »,, mais en est elle-même distincte,. Theodor Hänsch a caractérisé le QBisme comme affinant ces visions plus anciennes et les rendant plus cohérentes.
Plus généralement, tout travail qui utilise un traitement bayésien ou personnaliste (alias « subjectif ») des probabilités de la théorie quantique est aussi parfois appelé bayésien quantique. Le QBisme, en particulier, a été appelé « l'interprétation bayésienne radicale ».
En plus de présenter une interprétation de la structure mathématique existante de la théorie quantique, certains QBistes plaident en faveur d'un programme de recherche visant à reconstruire la théorie quantique à partir de principes physiques de base dont le caractère QBiste est manifeste. L'objectif ultime en serait d'identifier quels aspects de l'ontologie du monde physique font de la théorie quantique un bon outil, utilisable par les agents .